# Бойка Вапцарова
Бойка Григорова Вапцарова (1913-2003) е съпруга на поета Никола Вапцаров и автор на редица книги и други публикации за него и неговия свят.

## Биография
Бойка Вапцарова е родена в град Кочани, тогава в Кралство Сърбия в семейството на българския екзархийски учител Григор Димитров Трапезников от Виница и Парашкева Георгиева от Кочани. Баща ѝ се изселва в България, а семейството му заедно с Бойка го последват през 1920 година.
Бойка израства и завършва гимназия в Горна Джумая. Учи математика в Софийския университет, но скоро след брака си с Никола Вапцаров прекъсва следването. Работи като счетоводителка в Българската земеделска и кооперативна банка (1936–1946). През 1946–1948 г. довършва образованието си в Софийския университет. Редактор в сп. „Български червен кръст“ и в. „Борба с туберкулозата“ (1948–1950). До 1957 г. работи в БТА като репортер, редактор и като кореспондент в Москва. Впоследствие постъпва като служител в Института за литература на БАН, където се пенсионира.

### Бойка и Никола Вапцаров
Бойка се запознава с Никола Вапцаров на 28 август 1932 г. и въпреки несъгласието на родителите си, през 1934 г. му пристава и се омъжва за него в Кочериново. Двамата живеят заедно в Кочериново и София до арестуването на Никола на 4 март 1942 година. Ражда им се син Йонко, който заболява и умира на 8 месеца, тъй като тогава семейството живее много бедно. В края на 1941 година Бойка отново забременява, но в началото следващата година ражда преждевременно и детенцето живее само половин ден.
Бойка получава от Никола на 23 юли 1942 г. при предсмъртното свиждане с него стихотворенията „Борбата е безмилостно жестока“ и „Прощално“.
След Девети септември 1944 г. Бойка Вапцарова посвещава живота си на изследване и популяризиране на делото на поета, пише и издава редица спомени и изследвания за него и неговото време. След 1945 г. Бойка Вапцарова е в обтегнати отношения с брат му Борис Вапцаров и жена му Венера.
Около 1954 г. Бойка Вапцарова сключва втори брак с Никола Шивачев, с когото живее до смъртта си.

## Книги
- Спомени за Вапцаров (С., 1952)
- „Когато милионите възкръсват (Спомени за Вапцаров)“, София, 1961 година
- Никола Вапцаров. Летопис за живота и творчеството му (С., 1978)
- Никола Йонков Вапцаров. Ръкописно наследство (съст., С., 1982)
- Вапцаров сред събратята си по перо (С., 1989)
- Да се чете след смъртта ми (съст. Борис Данков С., 2009).